# Masako Ishida
Masako Ishida (jap. 石田 正子, Ishida Masako; * 5. November 1980 in Bihoro, Hokkaidō) ist eine japanische Skilangläuferin.

## Karriere
Masako Ishida lebt in Hokkaido und startet für das JR Hokkaidō Ski Team. Ihr erstes internationales FIS-Rennen bestritt sie im Dezember 1997 in Otoineppu. Weitere Einsätze bis 2000 waren sporadischer Natur und nur in niederklassigen FIS- und Continentalcup-Rennen. Bei den Juniorenweltmeisterschaften 2000 in Štrbské Pleso war das beste Resultat ein 13. Platz über 15 Kilometer. Nach der Junioren-WM lief sie in Hakuba und Sapporo erstmals auf Podiumsränge im Continental-Cup. Im Januar 2001 gewann sie das erste dieser Rennen in Hakuba. 2001 nahm auch Ishida an der Winter-Universiade in Zakopane teil und verpasste dort als Viertplatzierte knapp eine Medaille. Im März bestritt die Japanerin in Oslo ihr erstes Skilanglauf-Weltcup-Rennen und wurde 54. 2003 nahm sie erneut an der Winter-Universiade teil und erreichte als bestes Ergebnis einen achten Platz über 5 Kilometer. Nach der Universiade wurde Ishida erstmals für Nordische Skiweltmeisterschaften nominiert. In Val di Fiemme wurde sie 36. über 15 und 35. über 10 Kilometer. Mit der Staffel lief sie auf den elften Platz. Im November 2003 gewann sie in Kuusamo bei einem Rennen über 10 Kilometer als 29platzierte erstmals Weltcuppunkte. Im Dezember konnte sie mit der Staffel Fünfte werden. In Oberstdorf lief Ishida 2005 ihre erste WM und wurde dort 42. in der Verfolgung, 28. über 30 Kilometer und 12. im Staffelrennen. Eine neue gute Platzierung schaffte die Japanerin 2006 als 14. über 10 Kilometer in Davos. Danach nahm sie an den Olympischen Winterspielen 2006 von Turin teil und wurde 35. in der Verfolgung, 31. über 10 Kilometer und 12. im Staffelwettbewerb. Nächstes Großereignis waren die Nordischen Skiweltmeisterschaften 2007 in Sapporo, wo Ishida 26. im Verfolgungsrennen und 13. über 30 Kilometer wurde. Ihre besten Karriereleistungen erbrachte die Japanerin in der Saison 2008/09. Zunächst verpasste sie als Elftplatzierte in einem Weltcup-Rennen in Valdidentro eine erste Top-Ten-Platzierung nur knapp. Danach nahm sie an den Nordischen Skiweltmeisterschaften 2009 in Liberec teil. Dort wurde sie Achte im 10-Kilometer-Rennen, 14. der Verfolgung und Siebte mit der Staffel. Im Teamsprint verpasste sie mit Madoka Natsumi als Viertplatzierte nur knapp ihre erste Medaille. Beim Weltcup in Trondheim gelang ihr mit Platz drei über 50 Kilometer (Massenstart) ihre erste Podiumsplatzierung. In der Gesamtwertung des Skilanglauf-Weltcups belegte sie in dieser Saison den 33. Platz.
Zum Beginn der Saison 2009/10 belegte sie in Rogla und Otepää zweimal den achten Platz. Es folgten Platzierungen außerhalb der Punkte. Bei den Olympischen Winterspielen 2010 in Vancouver kam sie auf den 20. Platz im 15-km-Verfolgungsrennen, den achten Platz mit der Staffel und den fünften Rang im 30-km-Massenstartrennen. Bei den Winter-Asienspielen 2011 holte Silber über 10 km Freistil und mit der Staffel. Über 5 km klassisch und im 15-km-Massenstartrennen gewann sie Gold. Ihre besten Resultate bei den folgenden nordischen Skiweltmeisterschaften 2011 in Oslo waren der elfte Platz im 15-km-Verfolgungsrennen und der achte Rang im Teamsprint. In der Saison 2011/12 erreichte sie im Weltcup mehrere Top-Zehn-Platzierungen. Die Tour de Ski 2011/12 beendete sie auf den 12. Platz. Bei den nordischen Skiweltmeisterschaften 2013 im Val di Fiemme errang sie den zehnten Platz im Skiathlon und den Platz im 30-km-Massenstartrennen. Nach schwachen Start bei der Tour de Ski 2013/14 erreichte sie durch gute Ergebnisse in den letzten zwei Etappenrennen den zehnten Rang in der Gesamtwertung. Ihre beste Platzierung bei den Olympischen Winterspielen 2014 in Sotschi war der zehnte Rang im Skiathlon.
Am 11. Januar 2015 startete sie erstmals an einem Rennen der Serie Ski Classics und wurde beim Isergebirgslauf Zweite. Eine Woche später konnte sie sich beim nächsten Rennen der Serie, der La Diagonela in der Schweiz, den Sieg sichern. In der folgenden Saison errang sie beim Toblach–Cortina, beim Birkebeinerrennet und beim Årefjällsloppet jeweils den dritten Platz und erreichte damit den vierten Platz in der Gesamtwertung der Ski Classics. In der Saison 2016/17 kam sie beim Vasaloppet China und beim Birkebeinerrennet jeweils auf den dritten Platz und beim Reistadløpet auf den zweiten Platz. In der Saison 2017/18 errang sie den 22. Platz beim Ruka Triple und den 17. Platz beim Weltcupfinale in Falun. Zudem wurde sie Dritte beim Kaiser-Maximilian-Lauf und Erste beim Reistadløpet über 50 km klassisch und erreichte damit den neunten Platz in der Gesamtwertung der Ski-Classics. Bei den Olympischen Winterspielen 2018 in Pyeongchang lief sie auf den 18. Platz über 10 km Freistil, auf den 14. Rang im Skiathlon und auf den zehnten Platz im 30-km-Massenstartrennen.
In der Saison 2018/19 belegte Ishida den 31. Platz beim Lillehammer Triple und den achten Rang bei der Tour de Ski 2018/19 und erreichte damit den 26. Platz im Gesamtweltcup und den 18. Rang im Distanzweltcup. Beim Saisonhöhepunkt, den nordischen Skiweltmeisterschaften 2019 in Seefeld in Tirol, lief sie auf den 26. Platz über 10 km klassisch, auf den 24. Rang im 30-km-Massenstartrennen und auf den 14. Platz mit der Staffel. In der folgenden Saison lief sie auf den 20. Platz beim Ruka Triple, auf den 23. Rang bei der Skitour und erreichte damit den 41. Platz im Gesamtweltcup. Bei den Nordische Skiweltmeisterschaften im folgenden Jahr in Oberstdorf belegte sie jeweils den 26. Platz 10 km Freistil und im Skiathlon, den 11. Rang im 30-km-Massenstartrennen und den zehnten Platz mit der Staffel. In der Saison 2021/22 kam sie bei der Tour de Ski 2021/22 auf den 21. Platz und bei den Olympischen Winterspielen 2022 in Peking jeweils auf den 27. Platz im Skiathlon und über 10 km klassisch, auf den 26. Rang im 30-km-Massenstartrennen sowie auf den 11. Platz mit der Staffel.
Ishida lief bislang mehr als 200 Weltcups, in etwa der Hälfte konnte sie Weltcuppunkte gewinnen. Fünf Rennen des Continental-Cups gewann sie, ebenso je 16 Rennen des Far East Cups (Stand: Saisonende 2021/22).

## Erfolge

### Siege bei Ski-Classics-Rennen
| Nr. | Datum           | Ort       | Rennen       | Disziplin                   |
| --- | --------------- | --------- | ------------ | --------------------------- |
| 1.  | 17. Januar 2015 | Zuoz      | La Diagonela | 43 km klassisch Massenstart |
| 2.  | 7. April 2018   | Bardufoss | Reistadløpet | 50 km klassisch Massenstart |

### Siege bei Continental-Cup-Rennen
| Nr. | Datum             | Ort       | Disziplin        | Serie           |
| --- | ----------------- | --------- | ---------------- | --------------- |
| 1.  | 31. Januar 2001   | Japan     | 5 km klassisch   | Continental Cup |
| 2.  | 26. Dezember 2001 | Otoineppu | 5 km klassisch   | Continental Cup |
| 3.  | 6. Januar 2002    | Sapporo   | 5 km klassisch   | Continental Cup |
| 4.  | 5. Januar 2003    | Sapporo   | 5 km klassisch   | Continental Cup |
| 5.  | 26. Dezember 2003 | Otoineppu | 5 km klassisch   | Continental Cup |
| 6.  | 26. Dezember 2006 | Otoineppu | 5 km klassisch   | Far East Cup    |
| 7.  | 7. Januar 2007    | Sapporo   | 5 km klassisch   | Far East Cup    |
| 8.  | 26. Dezember 2012 | Otoineppu | 5 km klassisch   | Far East Cup    |
| 9.  | 27. Dezember 2012 | Otoineppu | 5 km Freistil    | Far East Cup    |
| 10. | 26. Dezember 2014 | Otoineppu | 5 km klassisch   | Far East Cup    |
| 11. | 26. Dezember 2015 | Otoineppu | 5 km klassisch   | Far East Cup    |
| 12. | 27. Dezember 2015 | Otoineppu | 5 km Freistil    | Far East Cup    |
| 13. | 26. Dezember 2016 | Otoineppu | 5 km klassisch   | Far East Cup    |
| 14. | 27. Dezember 2016 | Otoineppu | 5 km Freistil    | Far East Cup    |
| 15. | 7. Januar 2017    | Sapporo   | Sprint klassisch | Far East Cup    |
| 16. | 8. Januar 2017    | Sapporo   | 10 km Freistil   | Far East Cup    |
| 17. | 26. Dezember 2017 | Otoineppu | 5 km klassisch   | Far East Cup    |
| 18. | 27. Dezember 2017 | Otoineppu | 5 km Freistil    | Far East Cup    |
| 19. | 6. Januar 2018    | Sapporo   | 5 km klassisch   | Far East Cup    |
| 20. | 26. Dezember 2019 | Otoineppu | 5 km klassisch   | Far East Cup    |
| 21. | 27. Dezember 2019 | Otoineppu | 5 km Freistil    | Far East Cup    |
| 22. | 26. Dezember 2023 | Otoineppu | 5 km klassisch   | Far East Cup    |

## Teilnahmen an Weltmeisterschaften und Olympischen Winterspielen

### Olympische Spiele
- 2006 Turin: 12. Platz Staffel, 31. Platz 10 km klassisch, 35. Platz 15 km Skiathlon
- 2010 Vancouver: 5. Platz 30 km klassisch Massenstart, 8. Platz Staffel, 20. Platz 15 km Skiathlon
- 2014 Sotschi: 10. Platz 15 km Skiathlon, 14. Platz 10 km klassisch, 23. Platz 30 km Freistil Massenstart
- 2018 Pyeongchang: 10. Platz 30 km klassisch Massenstart, 14. Platz 15 km Skiathlon, 18. Platz 10 km Freistil
- 2022 Peking: 11. Platz Staffel, 26. Platz 30 km Freistil Massenstart, 27. Platz 15 km Skiathlon, 27. Platz 10 km klassisch

### Nordische Skiweltmeisterschaften
- 2003 Val di Fiemme: 11. Platz Staffel, 36. Platz 15 km klassisch Massenstart, 37. Platz 10 km klassisch
- 2005 Oberstdorf: 12. Platz Staffel, 28. Platz 30 km klassisch Massenstart, 42. Platz 15 km Skiathlon
- 2007 Sapporo: 8. Platz Staffel, 13. Platz 30 km klassisch Massenstart, 26. Platz 15 km Skiathlon
- 2009 Liberec: 4. Platz Teamsprint klassisch, 7. Platz Staffel, 8. Platz 10 km klassisch, 14. Platz 15 km Skiathlon
- 2011 Oslo: 8. Platz Teamsprint klassisch, 10. Platz Staffel, 11. Platz 15 km Skiathlon, 17. Platz 10 km klassisch
- 2013 Val di Fiemme: 10. Platz 30 km klassisch Massenstart, 10. Platz 15 km Skiathlon
- 2015 Falun: 7. Platz 10 km Freistil, 17. Platz 15 km Skiathlon, 19. Platz 30 km klassisch Massenstart
- 2017 Lahti: 10. Platz 15 km Skiathlon, 19. Platz 10 km klassisch, 22. Platz 30 km Freistil Massenstart
- 2019 Seefeld in Tirol: 14. Platz Staffel, 24. Platz 30 km Freistil Massenstart, 26. Platz 10 km klassisch
- 2021 Oberstdorf: 10. Platz Staffel, 11. Platz 30 km klassisch Massenstart, 26. Platz 10 km Freistil, 26. Platz 15 km Skiathlon
- 2023 Planica: 12. Platz 30 km klassisch Massenstart, 22. Platz 15 km Skiathlon, 37. Platz 10 km Freistil

## Platzierungen im Weltcup

### Weltcup-Statistik
Die Tabelle zeigt die erreichten Platzierungen im Einzelnen.
- 1.–3. Platz: Anzahl der Podiumsplatzierungen
- Top 10: Anzahl der Platzierungen unter den ersten zehn
- Punkteränge: Anzahl der Platzierungen innerhalb der Punkteränge
- Starts: Anzahl gelaufener Rennen in der jeweiligen Disziplin
- Hinweis: Bei den Distanzrennen erfolgt die Einordnung gemäß FIS.

| Platzierung               | Distanzrennen a | Distanzrennen a | Distanzrennen a | Distanzrennen a | Distanzrennen a | Skiathlon Verfolgung | Sprint | Etappen- rennen b | Gesamt | Team c | Team c  |
| Platzierung               | ≤ 5 km          | ≤ 10 km         | ≤ 15 km         | ≤ 30 km         | > 30 km         | Skiathlon Verfolgung | Sprint | Etappen- rennen b | Gesamt | Sprint | Staffel |
| ------------------------- | --------------- | --------------- | --------------- | --------------- | --------------- | -------------------- | ------ | ----------------- | ------ | ------ | ------- |
| 1. Platz                  |                 |                 |                 |                 |                 |                      |        |                   |        |        |         |
| 2. Platz                  |                 |                 |                 |                 |                 |                      |        |                   |        |        |         |
| 3. Platz                  |                 |                 |                 | 1               |                 | 1                    |        |                   | 2      |        |         |
| Top 10                    | 2               | 11              | 2               | 5               |                 | 8                    |        | 3                 | 31     |        | 5       |
| Punkteränge               | 5               | 55              | 9               | 14              | 2               | 41                   | 5      | 17                | 148    | 2      | 14      |
| Starts                    | 16              | 90              | 18              | 17              | 2               | 54                   | 46     | 22                | 265    | 2      | 14      |
| Stand: Saisonende 2022/23 |                 |                 |                 |                 |                 |                      |        |                   |        |        |         |

### Weltcup-Gesamtplatzierungen
| Saison  | Gesamt | Gesamt | Distanz | Distanz | Sprint | Sprint |
| Saison  | Punkte | Platz  | Punkte  | Platz   | Punkte | Platz  |
| ------- | ------ | ------ | ------- | ------- | ------ | ------ |
| 2003/04 | 2      | 97.    | 2       | 77.     | -      | -      |
| 2004/05 | 8      | 88.    | 8       | 57.     | -      | -      |
| 2005/06 | 45     | 60.    | 45      | 47.     | -      | -      |
| 2006/07 | 45     | 60.    | 45      | 39.     | -      | -      |
| 2007/08 | 16     | 72.    | 16      | 47.     | -      | -      |
| 2008/09 | 205    | 33.    | 167     | 23.     | 24     | 51.    |
| 2009/10 | 91     | 60.    | 87      | 36.     | 4      | 83.    |
| 2010/11 | 167    | 37.    | 151     | 21.     | -      | -      |
| 2011/12 | 542    | 18.    | 404     | 13.     | 18     | 56.    |
| 2012/13 | 438    | 17.    | 347     | 11.     | 1      | 77.    |
| 2013/14 | 383    | 18.    | 209     | 14.     | -      | -      |
| 2014/15 | 41     | 81.    | 41      | 50.     | -      | -      |
| 2015/16 | 42     | 60.    | 42      | 39.     | -      | -      |
| 2016/17 | 129    | 45.    | 129     | 27.     | -      | -      |
| 2017/18 | 152    | 42.    | 106     | 26.     | -      | -      |
| 2018/19 | 309    | 26.    | 181     | 18.     | -      | -      |
| 2019/20 | 146    | 41.    | 100     | 28.     | -      | -      |
| 2020/21 | 15     | 92.    | 15      | 59.     | -      | -      |
| 2021/22 | 94     | 47.    | 54      | 33.     | -      | -      |
| 2022/23 | 314    | 54.    | 230     | 41.     | -      | -      |